# Biskupnica (przystanek kolejowy)
Biskupnica – przystanek osobowy w Biskupnicy w Polsce, w województwie pomorskim, w powiecie człuchowskim, w gminie Człuchów.

## Ruch pasażerski
| Rok  | Wymiana pasażerska na dobę |
| ---- | -------------------------- |
| 2017 | 0-9                        |
| 2022 | 0-9                        |